# 華西教會新聞
《華西教會新聞》（英語：The West China Missionary News）是華西差會顧問部創辦於1899年的四川基督教新教教會月刊，由加拿大美道會華英書局印刷出版，1943年停刊。《華西教會新聞》是首次在四川出版的英文刊物，也是該省發行時間最長的英文刊物，主要面向在川新教傳教士。
《華西教會新聞》在大陸地區稀缺的收藏量限制了學術界對刊物的研究，偶有少量論述也往往多有訛誤。該刊並無正式中文名稱，學界對刊物的稱呼有《華西教會新聞》、《華西教會月報》、《華西傳教新聞》，只有第一種譯名最為普遍。

## 歷史
《華西教會新聞》是1899年1月在重慶府舉辦的基督教新教研討會成果之一，創辦初衷是為在川新教傳教士提供一個相互交流的平臺。當時與會的聖公會牧師何詩白（James Heywood Horsburgh）在報告中說明他所屬的英國聖公會差會如何運用通函（circular letter）來加強傳教士之間的聯繫。在此啟發下，會議決定為傳教士出版一份時事通訊（News Letter）。
1899年2月，這份時事通訊以之名在重慶府正式發行，定價為每年半兩白銀。創刊號包含10頁正文和6頁增刊，為手寫本。首任主編是英國公誼會差會傳教士瑪莉·珍·戴維森（Mary Jane Davidson）及其夫陶維新。1899年年底，美國美以美會差會傳教士畢啟擔任主編助手；英國內地會傳教士姚明哲擔任副編輯。
1900年，英國公誼會在倫敦購買了一部小型印刷機，之後由陶維新的兄弟陶維博（A. Warburton Davidson）攜帶至四川。同年出版地遷址上海，設於崑山路34a（34a Quinsan Road, Shanghai），1901年遷回重慶。早期的《教會新聞》尺寸較大（8 × 10+1/2 英吋），但自1901年發行第三卷開始，為配合公誼會購置的小型印刷機，改用A5（5.8 × 8.3 英吋）作為標準尺寸。
創辦初始，編輯選定早期教父奧古斯丁的箴言「在基要的事上要合一、在非基要的事上要有自由、在一切事上要有愛德」，作為雜誌的基本原則。主編之一啟爾德於1907年概括雜誌內容時說：「我們的雜誌首先是一份報紙，我們想獲得華西（四川、雲南、貴州）各個傳教站的最新訊息。毫無疑問，我們想得到的訊息是傳教士的訊息，由傳教士為傳教士寫的關於傳教士的訊息，特別是關於傳教方法和傳教工作的訊息。」
早期的雜誌主編是清一色的西方傳教士，如前所述，因為雜誌的宗旨是「為傳教士創辦，由傳教士書寫」。後來逐漸有本地信徒參與，比如加入編輯委員會的公誼會教徒楊少荃，是曾擔任四川軍政府外交署長及華西協合大學校董的博士畢業生。雜誌撰稿人包括但不限於葛維漢、董宜篤、宋誠之、陶然士、徐麗生、喬治·約翰·邦德等。
雜誌的出版發行事宜最初由華西差會顧問部負責，後來改由顧問部下設的出版委員會負責。如遇重要事宜，委員會將與顧問部的四個地區分部（成都、重慶、雲南、貴州）協商決議。1937年9月24日的顧問部出版委員會會議決定停止華西差會顧問部的運作，各差會選出一名代理組成華西教會新聞出版委員會（West China Missionary News Publishing Committee）負責雜誌的出版工作，自1938年4月號開始施行。
1938年11月，華西教會新聞出版委員會召開會議，建議將雜誌名稱改為「華西基督教新聞」（West China Christian News），希望內容涵蓋面更廣，代表整個西部地區教會，而非僅僅是傳教士團體。但雜誌名稱最後還是沒有改變。
《華西教會新聞》在美國洛杉磯設有訂閱服務中心，雜誌的最高發行量約為450份。第二次中日戰爭期間（1937–1945），因通貨膨脹嚴重導致印刷費日益攀高。比如1937年2月號共38頁，出版印刷費71.80元。1941年2月號共62頁，出版印刷費已高達452元。1941年10月號共65頁，費用激增一倍多，達992元。加之雜誌喪失了大部份海外訂閱者，更難以承擔如此高昂的經費，不得不於1943年停刊。

## 出版概況
1899年2月的創刊號在重慶府發行。1900年8月遷往上海。1901年第三卷開始，已返回重慶出版。在上海出版時間不超過半年。1907年1月，《華西教會新聞》由重慶遷至成都出版。此後直到1943年停刊，地址未再變動。最早的幾期係手寫本。1900年第二卷第7期開始改為16開鉛印。1904年起，該刊由重慶龍門浩書社（The Lungmenhao Press）印刷。1905年，龍門浩書社與廣益出版公司（Kuang I Publishing Co.）合併為華英出版公司（The Chinese & English Publishing Co.）。同年6月，刊物由華英出版公司印刷。1907年1月遷至成都後一直由加拿大美道會創辦的華英書局（Canadian Methodist Mission Press）承印。

## 發行量
由於《華西教會新聞》是全英文刊物，且受眾目標是傳教士，並非普羅大眾，所以發行量並不高。刊物最高發行量在450冊左右，一般多維持在400冊左右。1903年和1904年的發行量分別為222冊和230冊。1914年達到400冊，之後基本保持這個數量。讀者分佈方面，海內外讀者群大約各佔一半。以1937年為例，訂閱人數是424人，中國各地195人，佔總人數46%；美國、英國、澳洲及加拿大等國合計229人，佔比54%。

## 內容設置與編排
《華西教會新聞》各期平均在40–50頁左右，雖然並無明確的欄目劃分，但每期在編排上還是有一定規律可循。比如自創刊號起就存在的「社論」和「新聞」，之後每期幾乎都會出現。據重慶西南大學新聞傳媒學院院長龍偉的劃分，整體而言，雜誌基本遵循社論、紀要、專文、各地新聞、通信、雜錄這一套編排程式。不過他也指出這只是大致劃分，具體到每期雜誌並不一定完全按照這套分類編輯。
- 社論：編撰人對雜誌、傳教差會和其他重要事件的評論、意見，或對該期雜誌收錄的重要文章加以介紹，亦或討論基督教信仰本身，比如1904年9月號的〈教義的發展〉（"The Development of Doctrine"）[27]。社論是雜誌比較固定的欄目，一般作為雜誌的開篇出現[28]。
- 紀要：內容囊括華西差會顧問部、華西各新教差會、教會團體的各種報告、會議、會議紀要、會議評論、與會印象等。例如華西傳教士大會報告、華西差會顧問部記錄、中華聖公會新聞、雲南的加拿大衛理公會、成都會議印象、會議詳情等[26]。
- 專文：傳教士對各種問題、現象的研究、分析、評論。比如成都的社會和工業環境、西藏的喪葬風俗、貴州原住族群的生活狀況、西部地區的原住民部落、瀘州洪災、萬縣方言、蜀地歷史等[26]。
- 各地新聞：一般位於專文之後，讀者通信之前。早期的新聞多聚焦於成都、重慶、萬縣等大中城市。隨著時間推移，報道範圍不斷擴大。如1917年第十九卷第7期的已有收錄西藏、叙府、銅梁等地新聞[26]。
- 通信：與各地新聞不同的是，該欄目以信件形式出現。內容除了記述各地見聞，還涵蓋傳教士對雜誌辦理、傳教方式、時事問題等的討論交流[26]。
- 雜錄：傳教士個人的啟事、通告等。比如出生啟事、訃告、婚禮、休假等資訊，一般位於雜誌最末幾頁[26]。

## 評價
在1942年華西邊疆研究學會（West China Border Research Society）年議會上，加拿大美道會傳教士啟真道對《華西教會新聞》的貢獻表示讚賞。他認為該雜誌如同「一座知識和科學研究的寶庫。它不僅將在川的各宗派傳教士維繫在一起，還集合了眾多題材各異的文章涉及四川語言、文化、宗教、族群、經濟、醫藥、自然環境，以及英譯部份四川歷史著作等。《教會新聞》也是1911年辛亥革命時期發生在四川、雲南、貴州三省的主要歷史事件的第一手見證者，為地方研究提供珍貴資料。」
北京燕京大學新聞系古廷昌在發表於1936年的〈中國基督教抗羅系出版之期刊的研究〉（"The Protestant Periodical Press in China"）一文中提到基督新教在華出版時間最久的期刊首推上海《教務雜誌》，而《華西教會新聞》緊隨其後位居第二。由此可見《華西教會新聞》在基督教傳播史及出版史上的地位。
重慶作家冉雲飛認為，「鑑於《華西教會新聞》對川（含重慶）、藏、貴、雲諸省區持續45年（1899—1943）的報道與記錄，對《華西教會新聞》進行比較深入的研究，於了解這些地區近現代歷史，自然是重要的。……他（王笛）在《跨出封閉的世界：長江上游區域社會研究（1644—1911）》一書裡論述保路運動時，就引用了除《華西教會新聞》外，它處不太可能得知的地方精英齊動員的一個驚人事實。……這說明《華西教會新聞》作為解釋成渝兩地近現代進程的解釋力，有其他資料不可替代的作用。」
重慶西南大學新聞傳媒學院院長龍偉認為《華西教會新聞》為研究西南邊疆社會提供了重要資料。邊疆民族之研究創始於外國傳教士、商人、領事、軍事家、自然科學家，尤以法國天主教徒和英國基督新教徒貢獻最多。「可以毫不誇張地說，《華西教會新聞》是今天我們了解、研究傳教士在西南地區活動的大百科全書。」該刊物「不僅是傳教士交流的平臺，還以他們的視角記錄了西部社會的變遷，成為歷史忠實的觀察者與記錄者。在當時，雜誌充當了華西各差會交流的紐帶，以及西部地區與外部世界溝通的橋樑；而在今日，我們則可以透過它看到近代四川從清末直至二戰豐富多彩的歷史畫卷。」

## 歷任主編

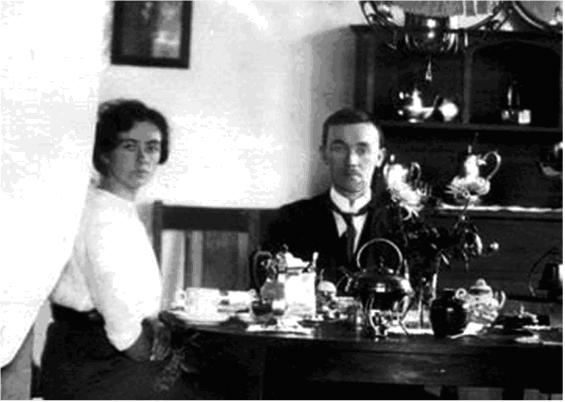
首任主編：英國公誼會差會傳教士瑪莉·珍·戴維森和主編助理陶維新（Robert John Davidson），攝於成都。

- 瑪莉·珍·戴維森（Mary Jane Davidson；1899年2月–1906年5月）
- 約翰·派克夫人（Mrs. John Parker；1902年8月–1906年12月）
- 啟爾德（Omar Leslie Kilborn；1907年1月–1909年4月）
- 霍德進（英语：Henry Hodgkin）（；1909年5月–1910年1月）
- 周忠信（Joseph Taylor；1910–1912、1917–1922、1925–1929、1934–1936）
- 杜煥然（James Livingstone Stewart；1912–1917、1922–1925）
- 何體道（Lewis Frederick Havermale；1929–1931）
- 羅四維（英语：Frederick Boreham）（；1931–1934）
- 饒和美（Homer G. Brown；1936–1939）
- 陸德禮（Albert French Lutley；1940–1943）

### 來源
- Sewell, William Gawan.  (PDF). The West China Missionary News (Chengtu: West China Missions Advisory Board). February 1938  [2024-03-23]. （原始内容存档 (PDF)于2024-03-24） （英语）.
- 龍, 偉. . 陶維新夫人等  (编). . 北京: 國家圖書館出版社. 2013. ISBN 978-7-5013-5068-1 （英语及中文（简体））.

## 外部連結
- 耶魯大學圖書館藏 The West China Missionary News Digital Collections: 1908-1940 （页面存档备份，存于） （英文）